# Loppa
Pour l’article homonyme, voir Linda Loppa.
Loppa (same du Nord: Láhppi, kvène: Lappea) est une commune du comté de Finnmark, en Norvège. Le centre administratif de la municipalité est le village d'Øksfjord. Les autres villages de Loppa sont Andsnes, Bergsfjord, Langfjordhamn, Loppa, Nuvsvåg, Øksfjordbotn, Sandland et Sør-Tverrfjord. 

## Toponymie
La municipalité porte le nom de l'île de Loppa (Loppa en vieux norrois), puisqu'elle était l'ancien centre de la municipalité et que la première église s'y trouvait. La signification du nom est incertaine, mais il est mentionné qu'il est d'origine nordique. Historiquement, le nom s'épelait Loppen,.

## Géographie

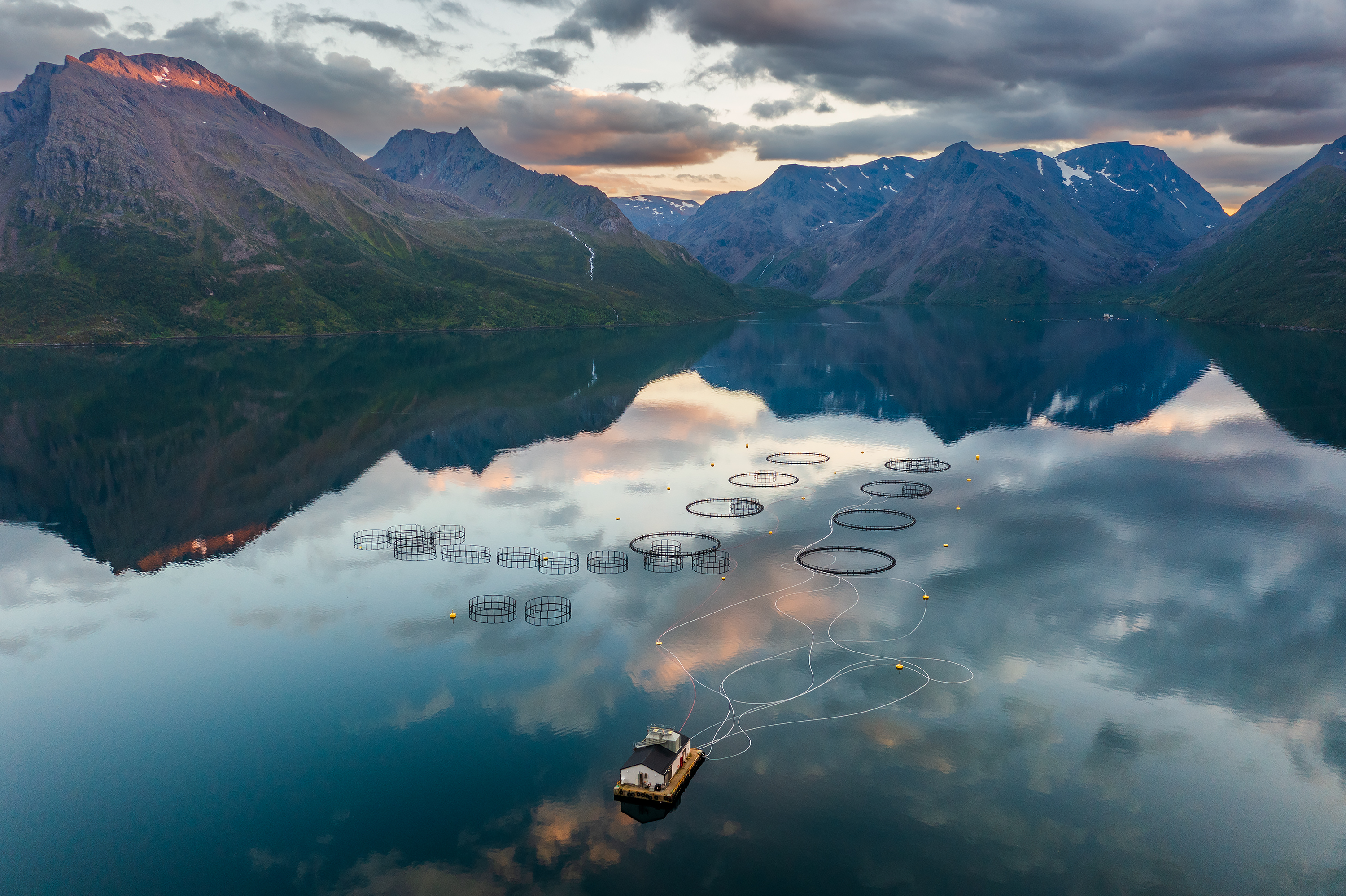
Aquaculture dans l'Øksfjorden à Loppa. Aout 2022.

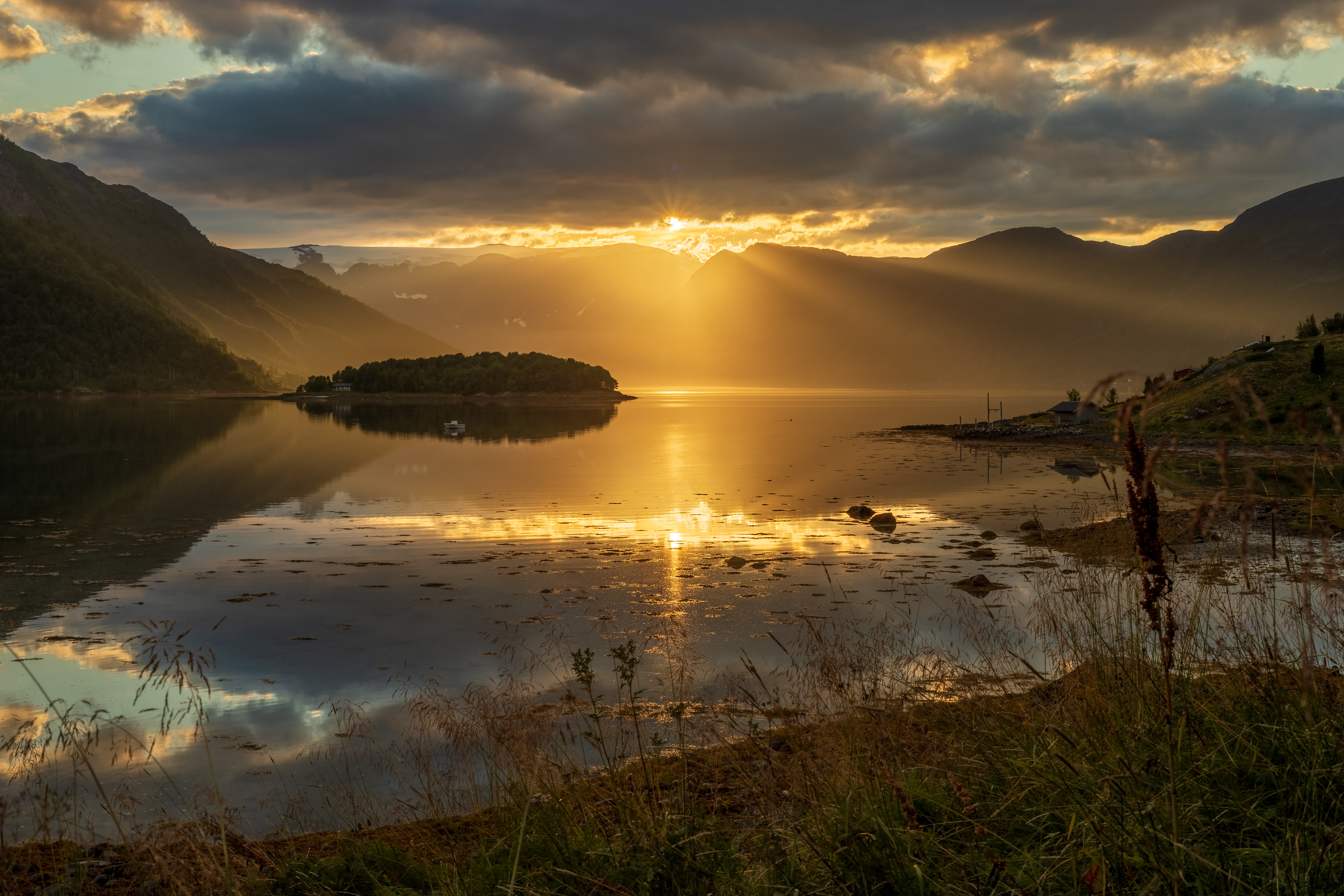
Petit Soleil sur Øksfjorden vers Loppa. Aout 2022.

Loppa est la municipalité la plus occidentale de l'ancien comté de Finnmark et elle fait face à la partie ouverte de la mer de Norvège appelée Lopphavet. Elle est principalement côtière avec des fjords et des îles sous la gigantesque couche de neige du glacier Øksfjordjøkelen. La municipalité comprend la plus grande partie de la péninsule entre le fjord de Kvænangen et l'Altafjord. La municipalité compte également plusieurs îles, notamment Loppa, Silda et une partie de Stjernøya. Les montagnes Lopptinden et Svartfjellet se trouvent toutes deux dans la municipalité, ainsi que les glaciers Langfjordjøkelen, Øksfjordjøkelen et Svartfjelljøkelen. 
La municipalité de Loppa a une superficie de 689 km2 est la 164e plus grande par sa superficie parmi les 422 municipalités de Norvège. Loppa est la 403e municipalité la plus peuplée de Norvège avec une population de 941 habitants. La densité de population de la municipalité est de 1,4 hab./km2 et sa population a diminué de 14,9 % au cours de la dernière décennie,.
La plupart des habitants vivent dans le village d'Øksfjord, mais de plus petites communautés sont réparties le long des rives et des îles, notamment Nuvsvåg, Sandland, Bergsfjord, Brynilen et l'île de Loppa. Cette île était auparavant le centre administratif de la municipalité (d'où son nom). Il n'y a pas d'aéroport, mais Øksfjord est un port d'escale pour les bateaux du Hurtigruten.

### Climat
| Mois                                  | jan.       | fév.       | mars     | avril     | mai       | juin      | jui.    | août      | sep.      | oct.      | nov.    | déc.       | année      |
| ------------------------------------- | ---------- | ---------- | -------- | --------- | --------- | --------- | ------- | --------- | --------- | --------- | ------- | ---------- | ---------- |
| Température minimale moyenne (°C)     | −3,4       | −3,6       | −2,3     | −0,6      | 3         | 6,9       | 9,8     | 9,5       | 6,9       | 2,7       | −0,3    | −2,1       | 2,2        |
| Température moyenne (°C)              | −2,2       | −2,4       | −1,1     | 0,9       | 4,9       | 8,7       | 11,7    | 11,3      | 8,4       | 3,8       | 0,9     | −0,9       | 3,7        |
| Température maximale moyenne (°C)     | −0,4       | −0,7       | 0,6      | 2,8       | 7         | 10,8      | 13,8    | 13,3      | 10,2      | 5,3       | 2,5     | 0,8        | 5,5        |
| Record de froid (°C) date du record   | −15,7 2019 | −20,8 2012 | −13 2004 | −10 2000  | −5 1981   | 0 1981    | 1 1989  | 1 1981    | −7,6 2020 | −7 2003   | −9 2003 | −15,9 2020 | −20,8 2012 |
| Record de chaleur (°C) date du record | 11,8 1990  | 8,1 1993   | 14 2007  | 13,3 1994 | 20,7 1984 | 24,3 1992 | 29 2014 | 29,2 2018 | 21,2 1997 | 16,7 1984 | 12 1993 | 10,3 2016  | 29,2 2018  |
| Précipitations (mm)                   | 73         | 67         | 57       | 52        | 46        | 52        | 59      | 71        | 80        | 105       | 82      | 86         | 830        |

## Héraldique
Les armoiries sont récentes; elles ont été accordées le 19 décembre 1980. Les armoiries montrent un grand cormoran noir sur fond d'or. Le cormoran a été choisi comme symbole car la municipalité compte plusieurs villages de pêcheurs typiques qui attirent souvent les cormorans.

## Histoire

### Préhistoire
La zone de Loppa est supposée avoir été habitée depuis le Mésolithique, avec des preuves de présence humaine ayant été retrouvées à Nuvsvåg, Øksfjord, Sandland, Loppa, Silda et Bergsfjord. L'activité de pêche et de chasse à la baleine semble remonter à l'Antiquité.
On sait peu de choses de cette période sur le plan historique et archéologique dans cette région. Cependant, la découverte d'une maison longue datant de 120 après J.-C. environ sur l'île de Loppa montre les premiers signes de peuplement au début de l'âge du fer. Peut-être était-ce le tout début de l'imposition des peuples samis par les Norvégiens dans la région et de l'interaction entre les deux peuples par le biais commerce, de la pêche et de la chasse aux mammifères marins,. La maison longue est également l'une des plus anciennes jamais découvertes dans le nord de la Norvège. 

### Époque Viking
En 1962, une riche tombe de femme de l'âge Viking a été découverte sur l'île de Loppa. Elle contenait des objets personnels luxueux tels que des broches de tortue, une broche ronde dans le style d'Oseberg, une plaque d'os de baleine, des perles, un couteau, des ciseaux et une pointe de flèche. La tombe de la femme a été surnommée « La tombe des reines » en raison de la manière dont elle a été enterrée. Cependant, elle n'était probablement pas une reine mais une personne très importante à Loppa durant l'âge viking. Peut-être la femme d'un chef local ? La richesse de la tombe reflète celle de l'élite nordique présente dans la région. La sépulture a été datée du IXe siècle,,.
En 1964, on a également découvert une maison longue de l'époque viking datant de la fin du VIIIe siècle. Plusieurs autres bâtiments et hangars à bateaux ont également été découverts et datés de la même période que la longue maison et la riche tombe de la femme. Il y a également plusieurs sépultures de l'âge du fer sur l'île, dont la plus grande est un cairn funéraire de treize mètres de diamètre. La quantité de sépultures et de maisons de l'âge du fer suggère qu'il s'agit d'un établissement scandinave plus permanent.

### Moyen Âge
Au Moyen Âge, la chasse et la production d'huile de mammifères marins semblent s'arrêter, et la pêche devient plus importante. Le long de la côte du nord de la Norvège, nous voyons des monticules de fermes d'anciennes colonies, et à Loppa, il y a au moins six monticules de fermes répartis sur l'île de Loppa, Silda et sur le continent à Andsnes. Cependant, les monticules de fermes du nord de la Norvège semblent avoir été élevés dès le début de l'âge de fer, ce qui suggère que la pêche était déjà un commerce avant le Moyen Âge. Sur l'île de Loppa, l'un des monticules agricoles a été daté du 1100 après J.-C., avec un site d'église à proximité. Cela suggère que Loppa était déjà une paroisse au Moyen Âge,.

### Époque contemporaine
La municipalité de Loppa a été créée le 1er janvier 1838. En 1858, la partie nord de Loppa sur l'île de Sørøya et la majeure partie de Loppa sur Stjernøya (506 habitants) ont été séparées pour former la nouvelle municipalité de Hasvik. Cela a laissé Loppa avec 801 résidents. Les frontières de la municipalité n'ont plus changé depuis cette époque.
Le 1er janvier 2020, la municipalité a été intégrée au comté de Troms og Finnmark nouvellement formé. Auparavant, elle faisait partie de l'ancien comté du Finnmark.

## Religion
L'Église de Norvège a une seule paroisse (sokn) dans la municipalité de Loppa. Elle fait partie de l'Alta prosti (doyenné) dans le diocèse de Nord-Hålogaland. Au Moyen Âge, Loppa avait sa propre paroisse, avec des traces d'une ancienne église dans le village de pêcheurs d'Yttervær, sur l'île de Loppa. 

## Politique
Toutes les municipalités de Norvège, y compris Loppa, sont responsables de l'enseignement primaire (jusqu'à la 10e année), des services de santé ambulatoires, des services aux personnes âgées, des services de chômage et autres services sociaux, du zonage, du développement économique et des routes municipales. La municipalité est régie par un conseil municipal de représentants élus, qui à leur tour élisent un maire. La municipalité relève du tribunal de district d'Alta et de la Cour d'appel de Hålogaland.
Le conseil municipal (Kommunestyre) de Loppa est composé de quinze représentants qui sont élus pour des mandats de quatre ans. La répartition des partis au sein du conseil est la suivante pour la législature 2020-2024: cinq membres du Parti travailliste, cinq membres du Parti du Centre, trois membres du Parti conservateur et deux membres du Parti socialiste de gauche.